# Podochilus scalpelliformis
Podochilus scalpelliformis är en orkidéart som beskrevs av Carl Ludwig von Blume. Podochilus scalpelliformis ingår i släktet Podochilus och familjen orkidéer. Inga underarter finns listade i Catalogue of Life.